# Oued Mellègue
El uadi Mellègue o Mellegue (àrab: وادي ملاق, wādī Mallāq, Mallag en la pronunciació local) és un riu de Tunísia, a les governacions del Kef i Jendouba, que corre de sud a nord i desaigua al Medjerda, enfront de Ben Bachir. Al llarg del seu recorregut rep innombrables uadis a dreta i esquerra. Tant el naixement del riu com els uadis que rep per l'esquerra es troben en territori d'Algèria.
La pluviometria és irregular i se situa entre 400 i 1200 mm/any i l'evaporació està entre 1300 i 1400 mm. Les ciutats principals de la seva conca són Le Kef (a uns 10 km de la riba dreta) i Jendouba (a uns 3 km de la riba esquerra), i la vila fronterera de Sakiet Sidi Youssef, uns 15 km a l'esquerra. El seu curs és de 130 km.

## Història
L'any 1628 es va signar un tractat de pau entre les regències d'Alger i Tunisia arran de la guerra argerino-tunisiana de 1628. El oued de Mellègue continua servint de frontera entre els dos territoris.
A uns 30 km abans de la desembocadura es va construir entre 1949 i 1955 l'embassament del Mellegue o embassament de Nebeur amb una presa de 71 metres d'altura i 470 metres de llarg.